# کهورشاد
کهورشاد یا کسه، روستایی در دهستان خمیر بخش مرکزی شهرستان خمیر در استان هرمزگان ایران است.

## پیشینه نام
کِسِه (کِسِح)، واژه‌ای عربی به معنای زمین قابل کشت می‌باشد و به دلیل عدم تلفظ حرف ح عربی، در فارسی به صورت ه نوشته شده‌است.
در تاریخ ۳۱ خرداد ۱۴۰۲ نام این روستا به کهورشاد تغییر پیدا کرد.

## جمعیت
بر پایه سرشماری عمومی نفوس و مسکن در سال ۱۳۹۵، جمعیت این روستا برابر با ۷۸۲ نفر (۲۱۳ خانوار) بوده‌است.